# Nae (Rasanae Barat)
Nae is een bestuurslaag in het regentschap Bima van de provincie West-Nusa Tenggara, Indonesië. Nae telt 4358 inwoners (volkstelling 2010).